# Francesco Rizzo
Francesco Rizzo (Rovito, 1943. május 30. – 2022. július 17.) válogatott olasz labdarúgó, középpályás, edző.

## Pályafutása

### A válogatottban
1966-ban két alkalommal szerepelt az olasz válogatottban és két gólt szerzett. Részt vett az 1966-os angliai világbajnokságon.